# 司書教諭
司書教諭（ししょきょうゆ）とは、学校図書館（図書室などを含む）のためにおかれる教員のことである。学校図書館司書教諭（がっこうとしょかん・ししょきょうゆ）とも称されることがある。

## 概要
学校図書館法（昭和28年法律第185号）の第5条の第1項には「学校には、学校図書館の専門的職務を掌らせるため、司書教諭を置かなければならない。」と定められている。
司書教諭は、主幹教諭（「養護をつかさどる主幹教諭」および「栄養の指導及び管理をつかさどる主幹教諭」を除く、以下同じ）、指導教諭、または、教諭をもってあてる。この場合において、当該・教諭、当該・主幹教諭、当該・指導教諭は、司書教諭の講習を修了した者でなければならない（学校図書館法第5条第2項）。
司書教諭の講習を受けることができる者は、教育職員免許法（昭和24年法律第147号）に定める小学校、中学校、高等学校もしくは特別支援学校の教諭の免許状を有する者または大学に2年以上在学する学生で62単位以上を修得した者とされている（学校図書館司書教諭講習規程第2条）。そのため、大学や短大を卒業したが、教員免許は何も持っていない者や、幼稚園教諭、養護教諭、栄養教諭の免許のみの者が、司書教諭の講習を受けることはできない。もっとも司書教諭の講習を修了しても、主幹教諭、指導教諭、または、教諭の職にあり（職にあるには教諭の免許状を有していなければならない）、司書教諭としてあてられなければ、司書教諭となることはできない。

## 歴史
司書教諭は、1953年に設けられた制度であるが、学校図書館法の附則第2項で、「当分の間」司書教諭を置かなくてもよいと定められていたため、司書教諭の配置が遅れた。1997年にこの規定が改正され（「学校図書館法の一部を改正する法律」平成9年法律第76号）、司書教諭を置かないことができるのは、2003年3月31日までの間となり、政令で定める規模未満の学校にあっては、当分の間、置かないことができることとなった。 
改正に基づいて、「学校図書館法附則第二項の学校の規模を定める政令」（平成9年政令第189号）が定められ、司書教諭を置かなくてもよい学校は、学級の数（「通信制の課程」を置く高等学校にあっては、「学級」の数と「通信制の課程」の生徒の数を300で除して得た数（1未満の端数を生じたときは、1に切り上げる。）とを合計した数）が11以下の学校となった。 
司書教諭となる教員が揃わなかった頃より、学校図書館の業務に対応するため、事務職員や実習助手から指名された学校司書が置かれてきた。以後、学校図書館では、司書教諭と学校司書で学校図書館を担当する体制が通例となっている。
司書教諭が置かれている学校は、平成19年5月時点で、12学級以上の学校のほとんど、11学級以下の学校も含めるとおよそ6割である。